# Biện nhi thoa
Biện nhi thoa (tiếng Trung: 弁而釵; bính âm: Biàn ér chāi) là tuyển tập truyện ngắn đồng tính luyến ái của một tác giả vô danh được xuất bản vào cuối thời Minh.

## Nội dung
Biện nhi thoa bao gồm bốn truyện ngắn xoay quanh các mối quan hệ đồng giới; mỗi truyện dài năm chương. "Tình trinh kỷ" (情贞纪) hay "Câu chuyện về tình yêu trong sáng" kể về một thành viên thuộc Hàn lâm viện đóng giả làm môn sinh hòng quyến rũ một chàng trai nọ; trong "Tình hiệp kỷ" (情侠纪) hay "Câu chuyện về tình yêu hào hiệp", kể về anh lính kỳ cựu bị một nam nhân dụ dỗ; "Tình liệt kỷ" (情烈纪) hay "Câu chuyện về tình yêu hy sinh" khám phá đời sống tình cảm của một nam ca sĩ kinh kịch trẻ tuổi; và trong "Tình kỳ kỷ" (情奇纪) hay "Câu chuyện về tình yêu phi thường", một anh chàng đồng giới trẻ tuổi được người tình lớn tuổi cứu thoát khỏi nhà thổ để rồi gặp thêm nhiều khổ nạn hơn nữa.

## Lịch sử xuất bản
Biện nhi thoa do một văn nhân ẩn danh sử dụng bút danh Túy Tây Hồ Tâm Nguyệt chủ nhân (醉西湖心月主人) viết theo thể văn ngôn, tác giả này cũng từng viết một tuyển tập truyện ngắn đồng tính luyến ái khác có tựa đề  Nghi xuân hương chất (宜春香質) cũng như lời tựa cho cuốn Thố hồ lô (醋葫蘆), chuyện kể về người vợ đanh đá. Các ấn bản còn sót lại của Biện nhi thoa cũng chứa lời bình luận xen kẽ của Nại Hà Thiên A A đạo nhân (奈何天呵呵道人). Cuốn này được nhà xuất bản ít người biết đến "Bút Canh Sơn Phòng" (筆耕山房) ấn hành lần đầu dưới thời Sùng Trinh (1628 – 1644) rồi về sau bị triều đình nhà Thanh cấm. Hai ấn bản Biện nhi thoa hiện vẫn còn tồn tại đến nay: một bản được đem cất tại Thư viện Thành phố Bắc Kinh và Thư viện Trung tâm Tenri ở Nhật Bản, trong khi bản còn lại được lưu giữ tại Bảo tàng Cố cung Quốc gia ở Đài Bắc.

### Trích dẫn
1. ↑  Stevenson & Wu 2012, tr. 173.
2. 1 2 3  McMahon 1987, tr. 229.
3. 1 2 3 4  Huang 2020, tr. 176.
4. ↑  McMahon 1987, tr. 231.
5. 1 2  McMahon 1987, tr. 233.
6. ↑  Volpp 2002, tr. 951.
7. 1 2  Huang 2020, tr. 176–177.
8. 1 2 3  Volpp 2020, tr. 252.
9. ↑  Huang 2020, tr. 177.
10. ↑  Duberman, Vicinus & Chauncey 1990, tr. 84.